# Loxoblemmus doenitzi
Loxoblemmus doenitzi is een rechtvleugelig insect uit de familie krekels (Gryllidae). De wetenschappelijke naam van deze soort is voor het eerst geldig gepubliceerd in 1881 door Stein.